# Llei de Defensa de la República
La Llei de Defensa de la República va ser una llei aprovada el 21 d'octubre de 1931 per les Corts Constituents de la Segona República Espanyola per dotar al Govern Provisional de la Segona República Espanyola d'un instrument d'excepció al marge dels tribunals de justícia per actuar contra els qui cometessin actes d'agressió contra la República. En ser una llei que contradeia els drets fonamentals reconeguts i garantits en la Constitució Espanyola de 1931 la hi va incloure expressament en la disposició transitòria segona perquè pogués seguir vigent mentre continuessin reunides les Corts Constituents, si abans no la deroguen aquestes expressament. Fins a la seva derogació el 29 d'agost de 1933, després d'aprovar-se la Llei d'Ordre Públic de 28 juliol de 1933, aquesta llei d'excepció va ser la norma fonamental en la configuració del règim jurídic de les llibertats públiques durant gairebé dos anys de règim republicà.

## Antecedent: l'Estatut Jurídic del Govern Provisional
El mateix dia en què es va produir la proclamació de la Segona República Espanyola el Govern Provisional va aprovar l'Estatut jurídic del Govern Provisional, que serà la norma jurídica per la qual es regirà fins a l'aprovació de la Constitució Espanyola de 1931, en el qual es reconeixien les llibertats públiques però a continuació es concedia al govern definit com de plens poders la facultat de suspendre-les, sense intervenció judicial, si la salut de la República, segons el parer del Govern, ho reclama. Així doncs, «el govern republicà no va a establir un règim de llibertat general com ho prova l'estudi de les vicissituds del dret de reunió a les diferents opcions polítiques... Els grups conservadors de signe monàrquic i sectors de l'esquerra, tals com anarquistas i comunistes, van a tenir seriosos obstacles per exercir-lo.» Es toleraran, i no sempre, les seves reunions en locals tancats però se'ls prohibirà els seus exercici en llocs públics. Per exemple, una manifestació que es va formar a la sortida d'una reunió que el Partit Comunista d'Espanya va celebrar el Primer de maig a Sant Sebastià va ser dissolta contundentment per la força pública, produint-se nombrosos ferits.
Més significatiu de com abordaria el nou Govern l'ordre públic i la llibertat de premsa va ser tot el que va ocórrer entorn dels successos de Sant Sebastià el 28 de maig. Aquell dia uns vaguistes de Pasaia que es dirigien a Sant Sebastià van ser bloquejats per la Guàrdia Civil al pont de Miracruz. Davant la negativa d'aquells a dissoldre's, els guàrdies civils van començar a disparar ocasionat la mort a vuit persones i més de cinquanta ferits. Davant la magnitud del fet el ministre de la Governació, Miguel Maura, va reunir a tots els directors de periòdics per recordar-los que es trobaven enfront d'un ministre que disposava de plens poders en matèria d'ordre públic (dues setmanes abans ja havia decretat la suspensió temporal del diari monàrquic ABC i del diari catòlic El Debate, arran dels fets coneguts com la crema de convents) i a continuació els va pregar que
| « | donessin a conèixer [la notícia del succeït a Sant Sebastià] amb escrupulositat i veracitat, perquè interessava que Espanya sabés que hi havia un Govern en el seu lloc, amb el qual no es jugava. Ara ben [relata Miguel Maura en el seu llibre Así cayó Alfonso XIII]: el diari que utilitzi la notícia per a la seva campanya política, o intenti enverinar-n'hi l'ambient, serà suspès, i suspès quedarà mentre jo estigui en aquest Ministeri. Es van donar per assabentats i van abandonar el meu despatx… Excepte ‘La Voz’, que a la seva última pàgina donava escaridament la notícia sense el menor comentari, els altres diaris no van publicar res del succés. | » |

El Govern Provisional no utilitzarà els plens poders per reformar les institucions relacionades amb l'ordre públic. La Guàrdia Civil seguirà militaritzada i es recorrerà a l'exèrcit en repetides ocasions, amb declaració de l'estat de guerra (com en els successos de la crema de convents) o sense ella.

## El contingut de la llei
La llei constava de cinc articles. En l'article 1r s'enumeraven una llarga sèrie de conductes que es consideraven actes d'agressió a la República entre les quals es trobaven la incitació a resistir o a desobeir les lleis o les disposicions legítimes de l'autoritat (I), la incitació a la indisciplina o a l'antagonisme entre Instituts armats o entre aquests i els organismes civils (II) i la incitació a la comissió d'actes de violència contra persones, coses o propietat, per motius religiosos, polítics o socials (IV). Així mateix es consideraven actes d'agressió a la República la difusió de notícies que puguin infligir el crèdit o pertorbar la pau o l'ordre públic (III), tota acció o expressió que provoqui el menyspreu de les Institucions de l'Estat (V) i l'apologia del règim monàrquic… i l'ús de l'emblema, insígnies o distintius al·lusius (VI). També s'incloïen la tinença il·lícita d'armes de foc o de substàncies explosives prohibides (VII), la suspensió o cessació d'indústries o labors de qualsevol classe, sense justificació bastant (VIII) o les vagues no anunciades amb vuit dies d'anticipació,... les declarades per motius que no es relacionin amb les condicions de treball i les que no se sotmetin a un procediment d'arbitratge o conciliació (IX). Finalment s'incloïa també l'alteració injustificada del preu de les coses (X) i la falta de zel dels funcionaris públics en l'acompliment dels seus serveis (XI). S'incloïen, doncs, conductes indeterminades i actes que són simple exercici de llibertats polítiques.
En l'article 2n s'establia que els autors materials o els inductors de les conductes consignades en l'article 1r podran ser confinats o estranyats, per un període no superior a la vigència d'aquesta llei, o multats fins a la quantia màxima de 10.000 pessetes, ocupant-se o suspenent-se, segons els casos, els mitjans que hagi utilitzat per a la seva realització. En el cas dels funcionaris que mostressin manca de zel en l'acompliment dels seus serveis serien suspesos o separats del seu càrrec o postergats en els seus respectius escalafons. L'aplicació d'aquestes sancions no corresponia a cap tribunal de justícia sinó al ministre de la Governació (article 4t) i la persona individual o la persona col·lectiva que anessin sancionades només podien reclamar contra ella [la sanció] davant el mateix ministre que l'havia imposat, i no davant els tribunals de justícia. En el cas que el sancionat anés una persona col·lectiva (per exemple, un periòdic) la reclamació la podia presentar davant el Consell de Ministres, en un termini de cinc dies. Les persones individuals tenien un dia per reclamar (aquest recurs administratiu ni tan sols va estar previst en el projecte de llei presentat pel govern i fou inclòs després a causa de la denúncia del diputat Ángel Ossorio y Gallardo de l'absoluta indefensió en què quedaven els sancionats com a “agressors” de la República). En definitiva la Llei no preveia cap forma de protecció jurisdiccional dels acusats, perquè la majoria parlamentària que donava suport al govern la va rebutjar. El mateix Azaña ho va justificar així:
| « | De cap manera, senyor Ossorio, un recurs de caràcter judicial. Comprengui la seva senyoria que d'una decisió adoptada pel Ministre de la Governació no es va a recórrer davant un jutge ni davant el Tribunal Suprem tampoc. | » |

L'article 3r conferia al ministre de la Governació la facultat per suspendre les reunions o manifestacions públiques de caràcter polític, religiós o social, quan per les circumstàncies de la seva convocatòria sigui presumible que la seva celebració pugui pertorbar la pau pública, per clausurar els Centres o Associacions que es consideri inciten a la realització d'actes d'agressió contra la República, per intervenir la comptabilitat i investigar l'origen i distribució de fons de qualsevol associació, i per decretar la confiscació de tota classe d'armes o substàncies explosives, àdhuc les tingudes lícitament.
L'article 4t encomanava al ministre de la Governació l'aplicació de la llei, qui podria nomenar Delegats especials, la jurisdicció dels quals aplegui dos o més províncies per aplicar-la. En aquest article també s'establia que la llei estaria vigent fins a la dissolució de les Corts Constituents, si aquestes no haguessin acordat abans ratificar-la. En l'article 5è es deia que les sancions establertes en la llei no eren incompatibles amb les sancions establertes en les Lleis penals.
Segons el parer de l'historiador Manuel Ballbé la llei establia un règim d'excepció perquè fixava unes normes indeterminades i abstractes que comporten un estat d'inseguretat i intimidació general i per l'absència de garanties per a l'exercici dels drets ciutadans.

## El debat parlamentari
El nou govern provisional recentment constituït sota la presidència de Manuel Azaña, després de la dimissió del seu anterior president Niceto Alcalá-Zamora a causa de la seva oposició a la redacció final que s'havia donat a l'article 26 de la Constitució que regulava la qüestió religiosa, va presentar el 20 d'octubre el projecte de Llei de Defensa de la República per a la seva discussió per les Corts Constituents amb caràcter urgent, quan encara no s'havien discutit més de la meitat dels articles del projecte constitucional. Només havien passat cinc dies des que la Minoria Agrària i la Minoria basco-navarresa havien abandonat les Corts Constituents en senyal de protesta per l'aprovació de l'article 26 i fet públic un manifest dirigit a tots els catòlics perquè es mobilitzessin a favor de la revisió de la Constitució a la qual qualificaven d'“anticatòlica”, “antisocial”. Sembla doncs probable que quan el govern va presentar la llei no només estigués pensant que el perill per a la República procedia dels moviments insurreccionals anarquistes i de les conspiracions monàrquiques recolzades per alguns militars, sinó també de l'Església Catòlica i la seva capacitat de mobilització.
En el mateix discurs de presentació del programa del nou govern a les Corts Constituents, el 14 d'octubre, el president Azaña va afirmar que la República tenia dret a ser respectada, i si no anés respectada, el Govern la farà témer. Segons consta en els seus diaris, aquesta idea ja l'havia expressat Azaña dos mesos abans en la reunió de l'anterior govern presidit per Niceto Alcalá-Zamora: Proposo una política enèrgica, que faci temible a la República, en la seguretat que, quan comenci a posar-se en pràctica, el volum ara creixent de la inquietud i l'alarma es reduirà a res… Els dic que cal començar suprimint els periòdics dretans del Nord, i potser els de Madrid…. En el Consell de Ministres del 18 d'octubre ja presidit per Azaña s'aprova la proposta de portar a les Corts un projecte de llei concedint al Governo facultats extraordinàries, l'únic ministre que es va oposar va ser el socialista Indalecio Prieto.
El projecte es va presentar al Parlament amb caràcter d'urgència i va ser aprovat gairebé sense discussió. La presentació va anar a càrrec del mateix president del govern Manuel Azaña:
| « | La presentació d'aquest projecte respon a dos motius: un principi de caràcter general, que és l'obligació del Ministeri de proveir a la República de tots els mitjans necessari per defensar-se de qualsevol eventualitat i en qualsevol perill, acomodats al volum de les necessitats i a la intensitat dels perills, i una experiència de govern, de sis o set mesos de govern, que ens ha fet comprendre que, actualment, en les circumstàncies per les quals travessa el país, no té aquest Ministeri, ni un altre algun, els mitjans legals bastants, sancionats per les Corts, per defensar-se dels petits enemics de la República, de les conjures contra la República, de l'ambient advers a la República que pot anar-se formant i que, per ventura, es vagi formant precisament a causa d'aquesta indefensió. Aquest projecte no té potser més que un defecte, que és el d'haver trigat sis mesos a néixer. Aquesta llei no la necessita el Govern; qui la necessita és la República. Nosaltres no volem facultats extraordinàries per a aquest Govern; les volem, legalment, per a la institució republicana… El Govern diu a les Corts: la República no està en perill, però per evitar que el perill neixi cal aquesta Llei | » |

Els diputats que es van oposar a la llei, entre altres Ángel Ossorio y Gallardo, president de la Comissió Jurídica Assessora que havia redactat l'avantprojecte de la Constitució que s'estava debatent, Santiago Alba Bonifaz ex-monàrquic integrat com a independent en el grup del Partit Republicà Radical, Antonio Royo Villanova de la Minoria Agrària, i Eduardo Barriobero y Herrán vinculat al federalisme i membre de l'anomenat grup dels jabalíes, van argumentar que la seva aprovació deixaria sense efecte els drets i llibertats reconeguts en el projecte constitucional en establir una espècie d'estat d'excepció regulable a voluntat del govern i que per tant era una llei dictatorial. El diputat José Antonio Balbontín, també membre del grup dels anomenats jabalíes, va dir que la nova llei escarnia els drets humans.
Santiago Alba en primer lloc va denunciar el tràmit d'urgència seguit, ja que no permet formular esmenes amb el reflexió i estudi que són absolutament indispensables i després d'afirmar que no crec ni he cregut mai en les lleis d'excepció, va assenyalar dirigint-se al grup socialista que l'apartat dedicat a les vagues és infinitament més dur, més tancat, més restrictiu que la regulació de la vaga que es va pretendre aprovar en temps de José Canalejas y Méndez. Angel Ossorio y Gallardo es va oposar també a la llei encara que va afirmar que prefereixo això a la situació en què ens trobàvem; perquè fins ara vivíem sota l'arbitri de l'autoritat governativa, amb l'aplicació del “decret de plens poders” [l'Estatut jurídic del Govern Provisional ] que al meu entendre (ja ho vaig explicar a la Cambra) no tenia poders per a les coses que es feien. Va assenyalar que l'apartat V de l'article 1r (serà considerada agressió contra la República tota acció o expressió que provoqui el menyspreu de les Institucions de l'Estat) era el mateix que va regir durant la Dictadura de Primo de Rivera. I a continuació es va oposar també a l'apartat VI (l'apologia del règim monàrquic… i l'ús de l'emblema, insígnies o distintius al·lusius també seran agressions contra la República) perquè en un sistema mitjanament liberal cal fer, dins del respecte a les lleis, l'apologia de sistemes contraris al que preval; i si no admetem això, no queda ni record de llibertat. El diputat republicà històric Eduardo Barriobero va dir:
| « | Molt poques paraules perquè sé que van a ser estèrils; jo no puc menys de doldre'm de veure aquesta República, de tots els nostres entusiasmes, sota la tutela de la Guàrdia Civil i d'una llei d'excepció… La República la va portar el poble, que està disposat a mantenir-la com sigui, costi el que costi, i no són precises lleis d'excepció per defensar una República, que mentre tingui la voluntat del poble, al nostre judici, no corre cap perill. (…) El més monstruós d'aquest projecte és que el senyor ministre de la Governació… hagi volgut emular les glòries de Pius IX i declarar-se infal·lible | » |

Els va contestar el mateix Manuel Azaña qui va dir:
| « | Però, senyors diputats, és que es perd de vista el mecanisme principal d'aquest projecte, que no només ve a les Corts, com és natural, sinó que està lligat necessàriament a la vida de les Corts, que quan no hi hagi Corts Constituents no hi haurà tal llei d'excepció, que les Corts romanen obertes i que tots els dies les Corts poden derogar aquesta llei o derrocar al Govern que faci mal ús d'ella?... Jo crec, senyors diputats, que aquesta llei té, en primer lloc, l'avantatge de fer creure i fer saber al país que és possible una República amb autoritat i amb pau i amb ordre públic... | » |

Segons el socialista Juan Simeón Vidarte y Franco Romero una part important del grup parlamentari socialista, inclòs el president de les Corts Julián Besteiro que va intentar dissuadir a Azaña perquè la retirés, es va oposar al projecte però al final van acabar votant a favor per no oposar-se al govern del que formaven part.
| « | Un cop més havia vençut la “raó d'Estat” en el govern i la coacció ministerial a la nostra minoria. Res d'això ens eximeix de la vergonya d'haver-la votat | » |

## La Llei de Defensa de la República adquireix rang constitucional
La llei havia d'estar vigent fins a la dissolució de les Corts Constituents, però com aquestes van ser prorrogades perquè aprovessin les lleis especials previstes en la Constitució, es va plantejar el problema que existia una clara incompatibilitat entre la Llei de Defensa de la República i la Constitució que anava a aprovar-se. Era incompatible amb l'article 34 de la Constitució que garantia la llibertat d'expressió, ja que considerava actes d'agressió a la República la incitació a resistir o a desobeir les lleis o les disposicions legítimes de l'autoritat (Art. 1.I), la difusió de notícies que puguin infringir el crèdit o pertorbar la pau o l'ordre públic (Art. 1.III), tota acció o expressió que provoqui el menyspreu de les Institucions de l'Estat (Art. 1.V) i l'apologia del règim monàrquic... i l'ús de l'emblema, insígnies o distintius al·lusius (Art. 1.vi). A més la llei preveia la suspensió per ordre del Ministre de la Governació dels periòdics que incorreguessin en els supòsits anteriors, la qual cosa contravenia l'últim paràgraf d'aquest mateix article 34 que determinava: no podrà decretar-se la suspensió de cap periòdic, sinó per sentència ferma. També violava l'article 38 que reconeixia el dret de reunió i de manifestació perquè l'article 3 conferia al ministre de la Governació la facultat per suspendre les reunions o manifestacions públiques de caràcter polític, religiós o social, quan per les circumstàncies de la seva convocatòria sigui presumible que la seva celebració pugui pertorbar la pau pública. Així com l'article 39 que reconeixia el dret d'associació perquè també l'article 3 conferia al Ministre de la Governació la facultat per clausurar els Centres o Associacions que es consideri inciten a la realització d'actes d'agressió contra la República i per intervenir la comptabilitat i investigar l'origen i distribució de fons de qualsevol associació. També contravenia l'article 33 que reconeixia la llibertat d'indústria i comerç perquè considerava agressió a la República la suspensió o cessació d'indústries o labors de qualsevol classe, sense prou justificació (Art. 1.VIII) i l'alteració injustificada del preu de les coses (Art. 1.X). Així mateix podia violar l'article 41 que garantia la inamovilitat dels funcionaris i llur dret a no ser molestats ni perseguits per les seves opinions polítiques, socials i religioses, perquè la falta de zel dels funcionaris públics en l'acompliment dels seus serveis (Art. 1.xi) podria ser sancionada amb la suspensió o separació del seu càrrec o ser postergats en els seus respectius escalafons. La llei restringia també el dret de vaga, encara que aquest no havia estat reconegut expressament en la Constitució, en incloure's en els actes d'agressió contra la República les vagues no anunciades amb vuit dies d'anticipació,... les declarades per motius que no es relacionin amb les condicions de treball i les que no se sotmetin a un procediment d'arbitratge o conciliació (Art. 1.ix). Finalment, contravenia l'article 28 que establia que ningú serà jutjat sinó per jutge competent perquè qui aplicava la llei era el Ministre de la Governació i era ell qui decidia la sanció (l'estranyament o el confinament per un període no superior a la vigència d'aquesta llei o la imposició de multes fins a la quantia màxima de 10.000 pessetes), i sense que l'acusat tingués la possibilitat de recórrer la decisió davant cap tribunal de justícia (articles 2 i 4 de la llei).
Per eludir el problema, el 8 de desembre de 1931, un dia abans que se sotmetés a votació el text definitiu de la Constitució de 1931, el president Manuel Azaña sol·licita a les Corts que amb caràcter urgent la Llei de Defensa de la República (juntament amb la Llei de 26 d'agost sobre la Comissió de Responsabilitats) sigui inclosa en la Constitució per fer-la compatible amb aquesta, una solució més atemptatòria encara als principis de l'estat de dret que la mateixa Llei.
El diputat Ángel Ossorio y Gallardo, expresident de la Comissió Jurídica Assessora que va redactar l'avantprojecte de la Constitució, protesta pel procediment que s'ha escollit que impedeix un debat assossegat i profund sobre la proposta i sobretot pel fons destacant la total contradicció entre la Llei de Defensa de la República i el Títol III de la Constitució en el qual es reconeixen i garanteixen els drets dels ciutadans que la Llei de Defensa de la República conculca, per la qual cosa serà cosa tristament notable que el minut anterior a votar una Constitució, l'esborrem.
| « | Es tracta d'un article addicional a la Constitució que ve sense dictamen de ningú, sense deliberació, sense coneixement previ de la Cambra i per ser resolt en pocs minuts. (…) No estava jo previngut quan vaig venir a la Cambra que hauria de votar mesura tan excepcional com una llei de Defensa de la República que s'aparta de la Constitució, que es posa sobre el Codi penal. Quan el Govern va presentar la llei, va dir en un article que aquesta llei viuria el que les Corts Constituents… però de sobte se'ns demana que incorporem aquesta llei a la Constitució com a article addicional… En el dia d'avui, després del temps que porta regint la llei excepcional, coneguts els seus efectes, vista la seva aplicació, dic que jo no la ratifico. (…) Votar la Constitució garantidora de tots els drets dels espanyols i el mateix dia, en el seu propi text, dir que posem una altra vegada la nostra confiança en una llei excepcional d'aquests mateixos drets, em sembla una paradoxa de tal gravetat que ningú podrà acceptar-la sense vacil·lacions | » |

Azaña li va respondre que la Llei de Defensa de la República és necessària per governar. A continuació s'aprova la nova Disposició Transitòria Segona:
| « | La llei de 26 d'Agost proppassat, en la qual es determina la competència de la Comissió de responsabilitats, tindrà caràcter constitucional transitori fins que conclogui la missió que li va ser encomanada; i la de 21 d'Octubre [de Defensa de la República] conservarà la seva vigència així mateix constitucional mentre subsisteixin les actuals Corts Constituents, si abans aquestes no la deroguen expressament | » |

Com les Corts Constituents van ser prorrogades per mandat constitucional la Llei de Defensa de la República va estar vigent fins al 29 d'agost de 1933 en què va ser derogada després de l'entrada en vigor de la Llei d'Ordre Públic aprovada el 28 de juliol de 1933.

## Valoració
Els juristes de l'època ja van advertir que la inclusió de la Llei de Defensa de la República en la Constitució suposava la derogació de fet o la suspensió del Capítol Primer del Títol III sobre Garanties individuals i polítiques. El jurista Adolfo Posada va afirmar en 1932 que la Constitució espanyola promulgada el 9 de desembre no ha començat a viure plenament a causa de la Disposició Transitòria Segona. El també jurista Nicolás Pérez Serrano va assenyalar en una obra publicada en 1932 que la inclusió de la Llei de Defensa de la República suposava la derogació virtual del Títol III afegint a continuació que no deixa de ser paradoxal que s'hagi organitzat tot un codi fonamental tan inservible que no pugui defensar la República. I concloïa: mai, mai quedarà lliure d'aquest aditament trist i agre.
Segons l'historiador Manuel Ballbé
| « | És obvi que la inclusió de la Disposició Transitòria va significar, d'una banda, la constitucionalització d'una Llei que hagués quedat automàticament abrogada amb l'aprovació de la Llei Suprema de la República i, per una altra, la completa derogació del Capítol Primer del Títol III, això és de les Garanties Individuals i Polítiques | » |

Santos Juliá respecte de la inclusió de la Llei de Defensa de la República en la Constitució, la qual cosa significava que el Titulo III en el que es referia a garanties dels drets quedava en la pràctica derogat o suspès transitòriament, assenyala:
| « | Paradoxalment, la cosa que aparentava ser una demostració de força va ser, en realitat, el signe més palès de debilitat d'una norma suprema que, per dotar-se d'instruments de defensa, va acceptar ser transitòriament suspesa en algunes de les seves disposicions essencials per una norma de rang inferior, una opció que Ángel Ossorio no podia entendre i va ser l'únic en manifestar | » |

El també historiador Julio Gil Pecharromán considera la Llei de Defensa
| « | una duríssima mesura d'excepció que va permetre al govern actuar contra els seus enemics manifests amb rapidesa i al marge del sistema judicial, anul·lant de fet les garanties constitucionals, però sense violar tècnicament la Constitució. (…) Però la seva sola existència, combatudíssima per l'oposició, demostrava que alguna cosa no marxava bé en la jove democràcia espanyola perquè un govern de majoria liberal hagués de protegir-se d'aquesta manera als pocs mesos del clamorós triomf republicà | » |

En canvi l'historiador Gabriel Jackson va adoptar fa temps una visió més propera a la del Govern d'Azaña i va justificar d'alguna forma la promulgació de la llei:
| « | La República, amb la seva Constitució encara incompleta, estava sent violentament atacada per carlins i clericals en el Nord, i pels anarquistes a l'Est i al Sud. Tot i que els avalotadors eren detinguts, va haver-hi molts casos de complicitat entre ells i els policies i jutges antirepublicans. Hem d'admetre que era una contradicció que un règim democràtic tractés de procurar-se poders policíacs excepcionals; però Azaña replicava que el contrari seria deixar un Govern escrupolosament pacifista a la mercè dels seus oponents reaccionaris i revolucionaris | » |

## L'aplicació de la llei
Passats uns mesos Azaña va valorar davant les Corts els resultats de l'aplicació de la Llei:
| « | Aquesta llei és una llei d'excepció, és clar… Però hi ha necessitats doloroses, senyors Diputats. L'experiència ha provat una cosa, que jo em vaig atrevir a anunciar des d'aquests bancs quan vaig proposar a les Corts l'aprovació del Projecte de Llei, i és que ha bastat la promulgació de la Llei i el coneixement públic que hi havia un Govern disposat a aplicar-la quan fos menester perquè la Llei hagi ofert els seus beneficiosos efectes de calma i de pau | » |

La veritat va ser que llei va ser aplicada immediatament i en nombroses ocasions. Només un mes després d'haver-se aprovat la Llei es va confinar en un poble de Granada durant sis mesos a una persona que en un míting celebrat a Saragossa va lliscar frases de menyspreu i injúries per a les Corts Constituents, la qual cosa suposava infringir l'apartat V de l'article 1r (és agressió contra la República, tota acció o expressió que redundi en menyspreu de les Institucions de l'Estat).
| « | Van ser suspesos periòdics, tancats locals d'organitzacions polítiques i sindicals, i realitzades incomptables detencions governatives. En cas d'imposició de multes, s'establia a falta de pagament, l'arrest supletori. Així mateix, a l'empara de la Llei, centenars de persones van ser deportades a Guinea Equatorial i al Sàhara (aquest va ser el cas de 104 treballadors, en ocasió de les alteracions ocorregudes en l'Alt Llobregat [al gener de 1932]). Es va aplicar fins i tot a membres de l'Administració de Justícia. Un cas conegut va ser la sanció imposada pel ministre de la Governació Santiago Casares Quiroga al jutge Luis Amado, consistent en la suspensió per dos mesos d'ocupació i sou, el 26 d'abril de 1932, per haver decretat la llibertat condicional d'un processament. Algunes de les sancions imposades fregaven el ridícul. Així, el 23 de desembre de 1931… una resolució ministerial deia: “...pel fet d'haver-se cantat la “marxa real” per les Filles de María, he imposat al guareix rector de referència [de Mures, Navarra] la multa de 100 pessetes. (…) Mostra de l'interès del Govern en l'aplicació de la Llei és el telegrama oficial de 14 de gener de 1932 a diversos governs civils, sol·licitant informes de les persones més extremistes, expressant-me els seus noms i el concepte pel qual puguin produir pertorbacions d'ordre públic, a fi d'aplicar si fos possible la Llei de Defensa de la República. | » |

Totes aquestes sancions van ser imposades sense cap mena de control per part dels tribunals de justícia, ja que no van admetre a tràmit els recursos que es van plantejar per anul·lar les sancions imposades pel Ministre de la Governació, excepte en tres ocasions en què les sentències van anul·lar les sancions per no haver aplicat adequadament la Llei de Defensa de la República, i quan la llei estava ja derogada, no perquè s'havien violat els drets constitucionals dels acusats.

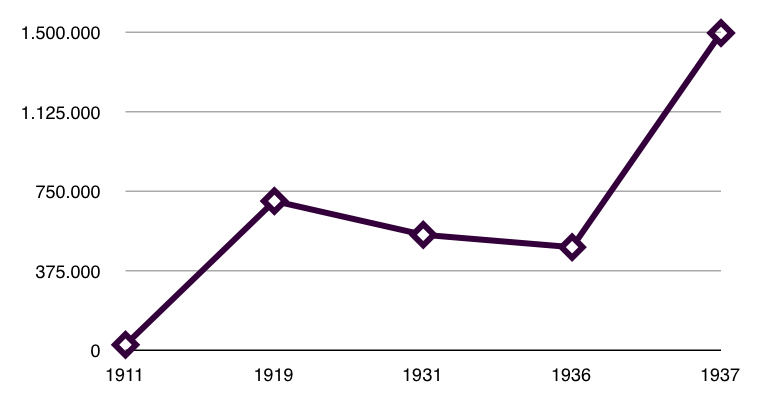
Evolució del nombre d'afiliats a la CNT entre 1911 i 1937.

Un dels casos més famosos d'aplicació de la Llei de Defensa de la República va ser la decisió del govern de deportar a un centenar d'anarquistes a les colònies d'Àfrica amb motiu de la revolta de l'Alt Llobregat que va tenir lloc del 19 al 25 de gener de 1932. El dia 22 de gener, quan les tropes que havia enviat el govern per acabar amb la rebel·lió ocupaven Manresa, a Barcelona eren detinguts diversos militants de la CNT, entre els quals es trobaven els germans Francisco Ascaso i Domingo Ascaso Abadía, Buenaventura Durruti i Tomás Cano Ruiz. Van ser traslladats al buc de vapor Buenos Aires, ancorat al port. Quatre dies després ja hi havia més de 200 detinguts en el buc. El dia 28 un centenar d'ells van iniciar una vaga de fam en senyal de protesta i van redactar un manifest denunciant la seva indefensió. Alguns van aconseguir sortir però el 10 de febrer el Buenos Aires salpava del port de Barcelona amb 104 detinguts a bord. Després de recollir altres detinguts a Cadis, el vaixell va passar per Canàries, Fernando Poo i finalment va recalar a Villa Cisneros (al Sàhara Occidental) el 3 d'abril. En la travessia alguns dels presos havien emmalaltit, un d'ells va morir, i uns altres van ser alliberats. Els últims deportats van tornar a la Península al setembre. Amb aquest afer dels deportats l'enfrontament entre la CNT i el govern republicano-socialista es va radicalitzar.
La repressió que aquesta llei va impulsar la van acusar especialment els anarquistes i es discuteix fins a quin punt això va fer que la CNT perdés militants, com es pot comprovar en el gràfic adjunt.